# Архона, Рикардо
Эдгар Рикардо Архона Моралес (исп. Edgar Ricardo Arjona Morales; род. 19 января 1964, Хокотенанго) — гватемальский певец, бывший баскетболист и школьный учитель. Один из самых успешных латиноамериканских певцов, который продал более 20 миллионов альбомов. Его часто называют Animal Nocturno (Ночное животное). Прозвище закрепилось после успеха его четвёртого одноименного альбома. Стиль Архоны варьируется от баллад до Латинской поп-музыки, рока, поп-рока, кубинской музыки, и в последнее время капеллы, смеси Tex-Mex музыки и Norteño, других афро-американских и латиноамериканских мелодий. Архону отмечают за его лирический стиль. 
Архона выпустил пятнадцать студийных альбомов. Четыре альбома достигли первой строчки Billboard Top Latin Albums, и десять достигли первой строчки в Аргентине. Четыре альбома попадали в Billboard 200. Четыре сингла достигли первой строчки в чарте Billboard Latin Songs и семь в Latin Pop Songs. Его работы принесли множество наград, в том числе Грэмми, Латинская Грэмми, премия «Латинское наследие», а также награды от американского общества композиторов, авторов и издателей, серебряный и золотой факелы, две серебряные чайки с международного песенного фестиваля Viña del Mar International Song Festival 2010 года, две премии Latin Billboard Music Awards и премия «Латинская траектория года» с Orgullosamente Latino Awards 2010 года.

## Ранние годы и личная жизнь
Родился в городе Хокотенанго, который находится в округе Сакатепекез. Сын Рикардо Архона Москосо и Ноэми Моралес де Архона. Его семья переехала в Гватемалу, когда Рикардо было 2 года. Там он провел своё детство и начал учиться и заниматься музыкой. В 12 лет принял участие и выиграл конкурс «Festival Infantil Juventud 74» с песней «Gracias al Mundo», которая была написана его отцом. Первоначально поступил на инженерный факультет университета имени Святого Карлоса в Гватемале, но окончил его по специальности Общественные связи.
Архона был талантливым баскетболистом, выступал за команды Leones de Marte и TRIAS. Он ездил по Центральной Америке в качестве игрока национальной сборной Гватемалы по баскетболу. До недавнего времени ему принадлежал рекорд по количеству набранных очков в одной игре (78) за сборную Гватемалы.
Он также преподавал в начальной школе (Santa Elena III), в которой, как он утверждал, 6 часов в день преподавал, а оставшееся время играл в футбол. В это время Министерство Образования Гватемалы направило представителя, для оценки знаний учеников. Представитель обнаружил, что уровень знаний учеников Архоны выше среднего.
В Буэнос-Айресе Рикардо познакомился с пуэрториканкой Лесли Торрес, от которой у него впоследствии родились двое детей: Рикардо и Адриа. В 2005 году они расстались. С 2010 года Архона встречается с венесуэльской моделью Дейзи Арвело. У пары есть один общий ребёнок.

## Карьера

### 1980-е: Начало и ранний успех
Рикардо Архона начал свою музыкальную карьеру в 21 год, когда подписал контракт с рекорд-лейблом PolyGram и выпустил свой дебютный альбом Dejame Decir Que Te Amo в 1985 году. Лейлбл пытался изобразить Архону как типичного латиноамериканского любовника. Заглавный трек был выпущен в качестве сингла. Этот альбом не попал в чарты, был коммерчески убыточен, но получил умеренную похвалу от критиков. Из-за этой неудачи, Рикардо решил не заниматься музыкой и стал преподавать в школе. В 24 года, Архона изменил планы и представлял свою страну на музыкальном конкурсе OTI (аналог Евровидения. Его второй студийный альбом Jesus Verbo no Sustantivo (Иисус глагол, а не существительное) принес ему успех среди критиков, во всей Латинской Америке и США, стал бестселлеров в странах Центральной Америки.

### 1990-е: Международный успех,Si El Norte Fuera El SurиSin Daños a Terceros
Десятилетие Архона начал как известный всей Латинской Америке певец. Он подписал контракт с Sony Music и выпустил один из наименее своих успешных альбомов Del otro lado del sol. В этом же году он начал писать песни для других исполнителей, такие как Detras de mi ventana певицы Юри. Песня стала хитом, достигнув первой строчки в хит-параде Hot Latin Songs и держалась на ней в течение трёх недель в 1994 году. Позже, он включил эту песню в альбом Tropico (2009) в исполнении Мелины Леон. Animal Nocturno, четвёртый студийный альбом, вышел в 1993 году. В него вошли такие хиты, как Mujeres (Женщины) и Primera vez (Первый раз). Альбом стал тринадцать раз платиновым и один алмазным. Animal Nocturno был продан в количестве 500.000 копий в 1994 году и принёс Архоне славу.
Он повторил свой успех с выпуском своего пятого студийного альбома, Historias. Альбом был продан тиражом 2 миллиона копий по всей Латинской Америке и стал двадцать семь раз платиновым и два раза алмазным, в том числе четыре раза платиновым в Аргентине. Historias достиг 43 строчки в Top Latin Albums и включает в себя синглы Te conozco, Señora De Las Cuatro Décadas.
В 1996 году Рикардо выпустил свой шестой студийный альбом, Si El Norte Fuera El Sur. Это был первый альбом, в котором Архона выходил за рамки темы любви, чтобы рассмотреть национализм и глобализация, среди других социально-политические темы. Его четыре сингла были Si El Norte Fuera El Sur (Если бы Север был бы Югом), основной темой являются отношения между США и Латинской Америкой, Тu Reputación, Me Enseñaste, и Ella y El. Billboard назвал  Si El Norte Fuera El Sur рок-альбомом года в 1997 году. Альбом стал несколько раз платиновым в США и Аргентины.
В 1998 году Архона выпустил свой седьмой студийный альбом, Sin Daños a Terceros. Это был четвёртый подряд успешный альбом, достиг шестой строчки в Top Latin Albums и третьей в Billboard Latin Pop Albums. Он содержал такие хиты, как «Dime Que No» и «Mentiroso». Альбом стал несколько раз платиновым в США и Аргентине. Более 700.000 копий было продано.
5 декабря 1998 года, перед живой аудиторией из более чем 100.000 человек на ипподроме города Гватемала, Рикардо записал свой первый концертный альбом 1999 года выпуска Vivo. Альбом был успешным, золотым в Мексике и платиновым в США и Аргентине. Он содержал хит Desnuda, который занял первую строчку в Billboard Top Latin Songs. По состоянию на декабрь 2005 года, Vivo был продал в количестве 243 000 копий в США.

### 2000—2005:Galería Caribe, Мировое турне,Santo Pecado, перерыв иAdentro
Восьмому студийному альбому, Galería Caribe, предшествовал сингл Cuando, который стал коммерческим успешным и достиг первой строчки в чартах Top Latin Songs и Latin Pop Songs. Певец отметил, что он «жил в любви с карибской культурой и музыкой с детства». Альбом стал первым, который попал Billboard 200, достигнув 136 строчки. Он стал платиновым в Мексике, Аргентина и США. Синглами на нём были Lo Poco Que Queda De Mi, Mesias и A Cara O Cruz. Для содействия продажам альбома, Архона отправился в Мировое турне Galería Caribe Tour, которое началось в Мексике в 2000 году и закончилось в 2001 году.
В песне Mesias Архона рассказывает о персонаже, который появляется «в виде богатого, хорошо вооруженного магната с […] некоторым зловещим планом для всего мира». Некоторые критики утверждают, что это была «метаморфическая атака» на капитализм и империализм, так называемые «классические цели Архоны». Песня стала предметом обсуждений, когда фанаты и критики отметили связь между темой песни и террористическими актами 11 сентября 2001 года, которые произошли спустя несколько месяцев после выхода песни. В результате этого ФБР провело проверку. Позже певец заявил, что Mesias не имеет ничего общего с террористическими актами, и что это было чистым совпадением. Он так же заявил, что ФБР никогда не обращалось к нему напрямую, но разговаривало с кем-то из его команды.

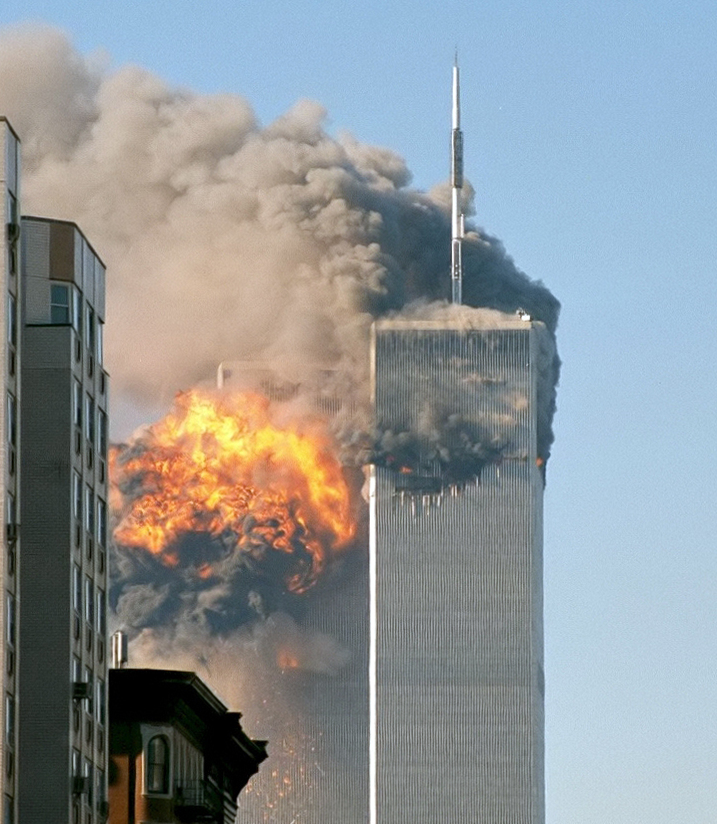
Фанаты и критики отметили связь между темой песни и террористическими актами 11 сентября 2001 года, которые произошли спустя несколько месяцев после выхода песни.

19 ноября 2002 года, Архона выпустил свой девятый студийный альбом, Santo Pecado. Ему предшествовал сингл El Problema, который достиг первой строчки в чартах Billboard Top Latin Songs и Latin Pop Songs. Песня Minutos достигла пятой строчки в чарте Top Latin Songs и третьей в Latin Pop Songs. Santo Pecado стал коммерческий успешным альбомом, было продано более 300.000 копий только в Мексике (дважды платиновый), 160.000 в Аргентине (четырежды платиновый) и 200.000 в Соединенных Штатах Америки (дважды платиновый). В 2003 году Рикардо выпустил альбом Lados B. В альбом вошли песни со всех предыдущих студийных альбомов. Критики восприняли альбом неоднозначно. Несмотря на это, альбом стал золотым Мексике.
6 декабря 2005 года, Архона выпустил свой десятый студийный альбом, Adentro. Это была первая совместная работа Рикардо с Томми Торрес. Adentro стал вторым студийным альбомом, попавшим в Billboard 200, достигнув 126 строчки. Он достиг третьей строчки в чарте Top Latin Albums и второй в Lain Pop Albums. В нём было пять синглов: Acompañame a estar solo, Pingüinos En La Cama, Mojado, «A ti» и «De Vez En Mes». Альбом был продан тиражом более миллиона копий по всему миру.

### 2006—2007:Adentro TourиQuién Dijo Ayer
В 2006 году Архона начал первый этап своего мирового турне, названного Adentro Tour. Тур возобновился в 2007 году. За время тура певец побывал в нескольких странах. Тур был официально закрыт 14 сентября 2007 года на материковой части города Баркисимето, Венесуэла, во время Международной ярмарки, перед более чем 100.000 человек. 21 августа 2007 года Архона выпустил свой пятый альбом-сборник Quien Dijo Ayer. Альбом состоит из двух дисков и содержит версии хитов прошлых лет.

### 2008—2009: Новый лейбл,Quinto piso, Мировое турне иPoquita ropa
Сотрудничая большую часть своей карьеры с Sony Music, Архона подписал долгосрочный контракт с Warner Music Latina в сентябре 2008. Иньиго Забала, председатель Warner Music Latina, сказал: «Он артист, который прекрасно вписывается в нашу компанию».
Рикардо анонсировал свой одиннадцатый студийный альбом, 5to Piso 18 ноября 2008 года. Альбому предшествовал первый сингл, Como Duele в сентябре, который достиг второй строчки в чарте Top Latin Songs и первой в Latin Pop Songs. Было продано около 200.000 копий альбома в первый месяц продаж, и он стал платиновым в Мексике, США, Испании, Аргентине, Венесуэле, Колумбии, Гватемале, и ряде других стран.
В то время как Warner Music выпустила свой новый студийный альбом, Sony Music выпустила сборник Simplemente Lo Mejor. Это привело к предположению, что лейблы вели войну за поклонников Архоны. Simplemente Lo Mejor содержал хиты из прошлых альбомов, а именно Sin Daños a Terceros, Si El Norte Fuera El Sur и другие. Этот сборник стал золотым в Мексике и платиновым в Аргентине.
Тур Quinto Piso был одним из самых успешных туров в карьере певца. Он получил премию «Латинская тур года» Billboard Latin Music Award в 2010 году. 26 февраля 2010 года Рикардо участвовал в Международном песенном фестивале Viña del Mar International Song Festival как один из лучших исполнителей.
После тура Архона объявил о своем двенадцатом студийном альбоме Poquita ropa, который был выпущен 24 августа 2010 года. Ему предшествовала песня Puente о Гаване. Песня не смогла пробиться на вершины чартов, и как сообщается, была запрещена на Кубе. Альбом стал золотым в Чили, США, Колумбии и Пуэрто-Рико, платиновым в Мексике и Аргентине.

### 2011 — настоящее время:Independiente,Metamorfosisи Мировое турне
Рикардо Архона выпустил свой тринадцатый студийный альбом Independiente 4 октября 2011 года. Альбом в течение недели стал золотым в Чили, США, Мексике, платиновым в Венесуэле и Аргентине. Independiente стал первым альбомом, выпущенным лейблом Metamorfosis, компанией, которую создал Архона, чтобы переориентировать свою карьеру. Альбом был распространен Warner music.
Первый сингл с Independiente El Amor был выпущен 23 августа. В США песня достигла первой строчки в чарте Top Latin Songs и первой в Latin Pop Songs. Она стала хитом во многих странах Латинской Америки. Второй сингл с альбома Fuiste Тu был выпущен в сотрудничестве с гватемальской певицей Gaby Moreno. Песня достигла второй строчки в чарте Top Latin Songs и первой в Latin Pop Songs.
Мировое турне под названием Metamorfosis World Tour началось 27 января 2012 года в Толуке. Во время тура Архона посетил Латинскую Америку, Северную Америку и некоторые страны Европы.

## Дискография

### Студийные альбомы
- Déjame Decir Que Te Amo (1985)
- Jesús, Verbo No Sustantivo (1990)
- Del Otro Lado del Sol (1991)
- Animal Nocturno (1993)
- Historias (1994)
- Si el Norte Fuera el Sur (1996)
- Sin Daños a Terceros (1998)
- Galería Caribe (2000)
- Santo Pecado (2002)
- Adentro (2005)
- 5to Piso (2008)
- Poquita ropa (2010)
- Independiente (2011)
- Viaje (2014)
- Circo Soledad (2017)
- Blanco (2020)